# Subrasaca nigriventris
Subrasaca nigriventris är en insektsart som beskrevs av Victor Antoine Signoret 1855. Subrasaca nigriventris ingår i släktet Subrasaca och familjen dvärgstritar. Inga underarter finns listade i Catalogue of Life.